# Bardenfleth
Bardenfleth er navnet på en tysk-dansk adels- og officersslægt, kendt siden 1200-tallet. De mest kendte medlemmer af slægten er nok gehejmekonferensråd Carl Emil Bardenfleth og hans søn, kultusminister Vilhelm Bardenfleth.
Slægten stammer fra egnen omkring Bremen og har muligvis navn efter en landsby ved navn Bardenflete; I 1219 nævnes en Heinrich von Bardenflete, som da hyldede ærkebiskoppen af Bremen.
I begyndelsen af 1700-tallet kom medlemmer af slægten til Danmark hvor de giftede sig til Harridslevgård på Nordfyn, som de besad i tre generationer i 1700- og begyndelsen af 1800-tallet. Her boede kommanderende general i Nørrejylland, Johan Frederik Bardenfleth (1740-1811), der var far til kontreadmiral og generalguvernør over De dansk-vestindiske øer Johan Frederik Bardenfleth (1772-1833).
Slægten blev 10. maj 1871 naturaliseret som dansk adel.